# Военно-воздушные силы Республики Конго
Военно-воздушные силы Республики Конго (ВВС РК) (фр. La Force Aérienne Congolaise (FAC)) — один из четырёх основных компонентов в составе вооружённых сил РК. Основная роль ВВС РК заключается в патрулировании границы, противодействии контрабанде и в действиях против повстанческих отрядов в северных провинциях.

## История

Знак Конголезских ВВС с 1970 по 1990 год

С провозглашением независимости от Франции в 1960 году, были созданы Конголезские ВВС (фр. Force Aerienne Congolaise. Первыми воздушными судами стали самолёты Douglas C-47, Max Holste Broussard и вертолёты Bell 47G. В 1963 году был создан первый в истории страны парашютно-десантный батальон. В 1975—1977 годах ВВС Народной республики Конго перешли на технику советского производства в обмен на предоставление баз для операций кубинских МиГ-17 над Анголой: МиГ-15, Ил-14, Ан-24 и Ан-26. После вывода кубинского военного контингента в 1980-х годах около 20 кубинских МиГ-17 перешли в состав Конголезских ВВС. В 1986 году в СССР было приобретено 16 МиГ-21МФ, МиГ-21бис и МиГ-21УМ для замены самолётов МиГ-15 и МиГ-17 и усиления военно-воздушной составляющей.
В 1990 году ВВС была преобразована в свое нынешнее состояние, сформирован правительственный авиаотряд входящий в структуру ВВС. В октябре 1994 года был куплен Ми-17 из состава Министерства общественной безопасности Коста-Рики (бывший MSP-016, с/н 226M55), ему был присвоен бортовой номер TN-358. В 1997 году была выведена часть самолётов типа Ан-24, а на вооружение поступили 6 вертолётов Ми-8/Ми-17 из состава ВВС Украины. В 2001 году большинство старых самолётов были утилизированы. В 2003 году был закуплен ещё один вертолёт Ми-8Т из состава ВВС Литвы, присвоен бортовой номер TN-233. С середины 2000 годов пилоты Конголезских ВВС проходят подготовку во Франции и Китае. В 2010 году в международном аэропорту Майя-Майя (Maya-Maya Airport) была открыта новая взлетно-посадочная полоса длиной 3300 метров, а прежняя взлетно-посадочная полоса была реконструирована как рулёжная дорожка. В 2013 году был поставлен транспортный самолёт CASA CN-235-10M из состава ВВС Ботсваны (бывший C009). В 2013—2014 годах были приобретены в России два многоцелевых вертолёта Ми-171 для правительственного авиаотряда.
На 2016 год основу ВВС быстрого реагирования составляли 4 истребителя Dassault Mirage F1 и 2 ударно-транспортных вертолёта Ми-35. Военно-транспортная авиация была представлена, в основном, техникой советского производства: 1 ИЛ-76, 2 Ан-32 и 8 Ми-8МТ/Ми-17, также имелся 1 американский самолёт Boeing 767, несколько французских SA.365 и 1 разведывательный вертолёт итальянского производства A-109.

## Структура
- Истребительная / штурмовая эскадрилья
  - 1 эскадрилья (1 sqn) эксплуатируют: Mirage F-1AZ
- Военно-транспортная эскадрилья
  - 1 эскадрилья (1 sqn) эксплуатируют: Ан-24, Ан-32, CN235-10M
- штурмовая / транспортная вертолётная эскадрилья
  - 1 эскадрилья (1 sqn) эксплуатируют: Ми-35П, Ми-8Т, Ми-17

### Командующие

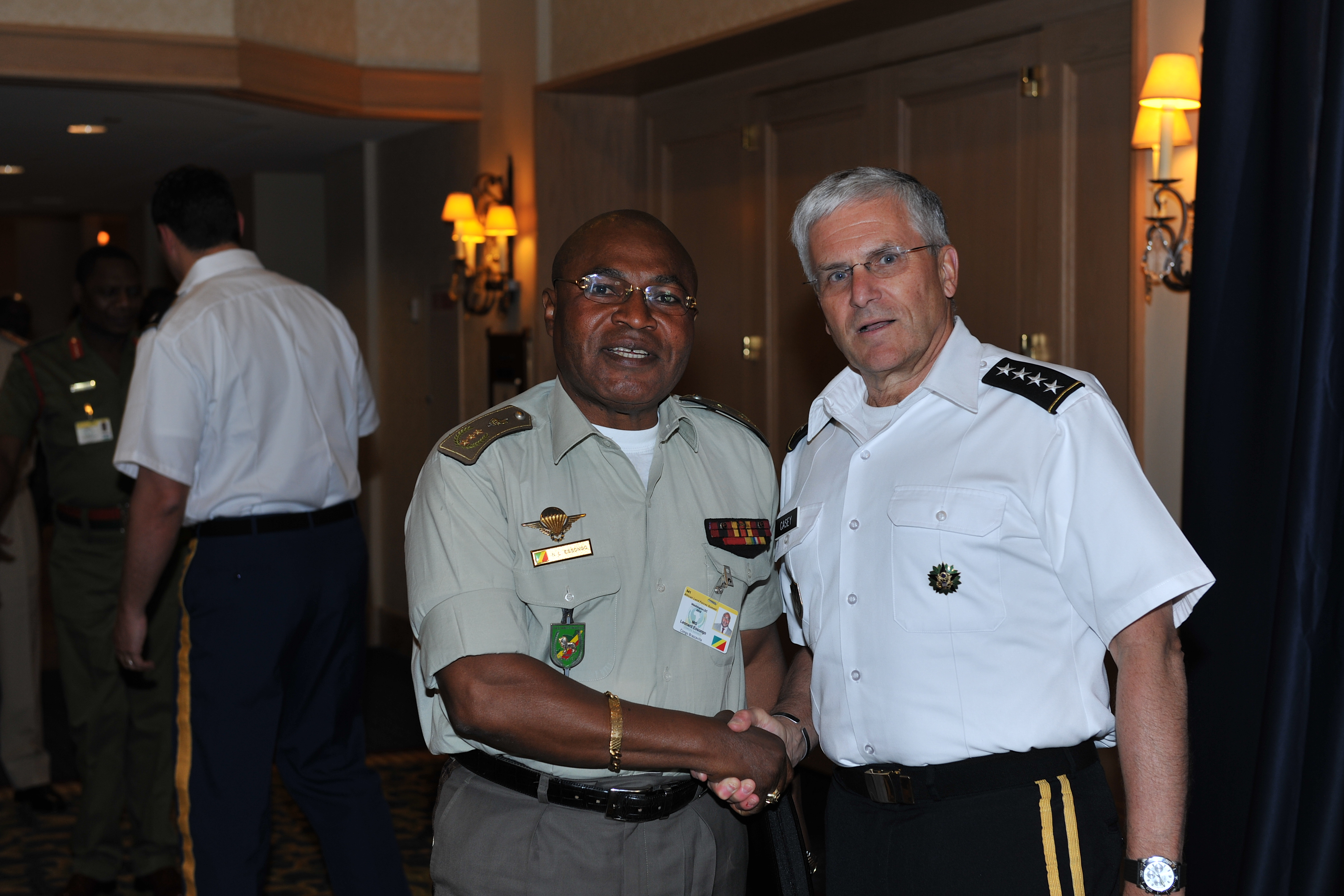
Генерал-майор Ноэль Леонар Эссонго и начальник штаба армии США генерал Джордж У. Кейси в Вашингтоне на саммите сухопутных войск Африки, 10 мая 2010 года.

Начальники штаба ВВС (командующие ВВС)
- 2004—2012 Ноэль Леонар Эссонго (фр. Noël Leonard Essongo)
- 2012—201? Жан Батист Филипп Чикайя (фр. Jean Baptiste Philippe Tchicaya)

### Истребительная эскадрилья
В начале 1960-х годов, сразу после обретения Конго независимости от Франции, поступили первые самолёты МиГ-15 и несколько МиГ-17. С этими самолётами были сформированы истребительный и противопартизанский отряды. Роль заключалась в противостоянии политически нестабильному прозападному режиму в Заире (современная ДРК) и нанесению точечных ударов по скоплениям повстанцев. поставляли оружие и самолёты. Советы и кубинцы тренировали военно-воздушные силы в целом, но Франция также тренировала некоторых своих офицеров.
В настоящее время роль заключается в противодействии трансграничным перевозкам контрабанды, поддержке наземных операций в северных провинциях страны и патрулирование границы вдоль ДРК.

### Парашютно-десантный батальон
Парашютно-десантный батальон (ПДБ) был создан в 1963 году, они получили прозвище «красные береты».
В 2010 году 30 бойцов красных беретов под командованием полковника Гай-Ричарда Окоя участвовали в параде в честь национального праздника Франции в Париже в составе африканских войск.
В июне 2019 года бойцы ПДБ РК провели тренировку в Габоне по воздушно-десантной подготовке с десантированием новобранцев с вертолётов с высот 400 метров и опытных десантников с более чем 2500 метров. Данные учения были организованы французским контингентом в Габоне.

#### Командующие ПДБ
- 1965—1966 Нгуаби, Мариан
- 1968—1969 Йомби-Опанго, Жоаким

## Современное состояние
На 2020 год общая численность служащих в ВВС — 1200 человек, в том числе в составе парашютно-десантного батальона. Авиабазы размещаются в двух городах: главная авиабаза находится в столице Браззавиль в международном аэропорту Майя Майя, а вторая в порту Пуэнт-Нуар в аэропорту имени Агостиньо Нето (Agostinho-Neto International Airport). Аэропорт в Пуэнт-Нуар оборудован VOR/DME. Обучением персонала занимаются специалисты из Франции и Китая.
В структуре ВВС РК отдельно выделен Правительственный авиаотряд. В эксплуатации находятся: один Ил-76ТД (TN-AFS), два Ми-171 (TN-369, TN-370) и два AS.365 (TN-AES, TN-AET).
В строю остаются два истребителя Dassault Mirage F1AZ, один ударно-транспортный вертолёт Ми-35П, шесть многоцелевых вертолётов Ми-8/Ми-17. В составе военно-транспортной авиации остаются два Ан-32, один CN-235-10M.
Основными поставщиками вооружения, техники и обучения персонала остаются Франция, Китай и Россия. С начала 2010-х годов на рынок поставок техники и запасных частей вышла Украина.

### Базирование
- Браззавиль (международный аэропорт Майя Майя)
- Пуэнт-Нуар (аэропорт имени Агостиньо Нето)

## Техника и вооружение
| Фото                        | Тип                         | Описание                      | Количество | Примечания |
| Самолёты                    | Самолёты                    | Самолёты                      | Самолёты   | Самолёты |
| --------------------------- | --------------------------- | ----------------------------- | ---------- | --- |
|                             | Dassault Mirage F1AZ        | Истребитель                   | 2          | всего 4, ещё 2 на хранении TN-362 TN-363 TN-364 TN-365 |
|                             | Ан-24Б                      | Транспортный самолёт          | 1          | TN-220 (ранее TN-KAL) вероятно поставлен на хранение |
|                             | Ан-32                       | Транспортный самолёт          | 2          | TN-224 TN-227 |
|                             | CASA CN-235-10M             | Транспортный самолёт          | 1          | TN-228 |
| Вертолёты                   |                             |                               |            | |
|                             | Ми-35П                      | Ударно-транспортный вертолёт  | 1          | всего 2, ещё 1 (Ми-24В) на хранении, по состоянию на 2020 год TN-353 TN-359 |
|                             | Ми-8Т/МТ/АМТ                | Многоцелевой вертолёт         | н/д        | 6 в строю, об остальных нет информации, по состоянию на 2020 год TN-241 TN-243 TN-354 TN-355 (ранее TN-233) TN-358 TN-360 (ранее TN-043) TN-361 (ранее TN-232) TN-371 TN-660 TN-AII |
|                             | Ми-17                       | Многоцелевой вертолёт         | н/д        | 6 в строю, об остальных нет информации, по состоянию на 2020 год TN-241 TN-243 TN-354 TN-355 (ранее TN-233) TN-358 TN-360 (ранее TN-043) TN-361 (ранее TN-232) TN-371 TN-660 TN-AII |
| Средства поражения          |                             |                               |            | |
|                             | AA-2 Atoll                  | Ракета класса «воздух—воздух» | н/д        | По состоянию на 2019 год |
| Правительственный авиаотряд |                             |                               |            | |
|                             | Ил-76ТД                     | Транспортный самолёт          | 1          | TN-AFS |
|                             | Ми-171                      | Многоцелевой вертолёт         | 2          | TN-369 TN-370 |
|                             | Aérospatiale AS.365 Dauphin | Транспортный вертолёт         | 2          | TN-AES TN-AET |

| Фото      | Тип                    | Описание                     | Количество | Примечания |          |
| Самолёты  | Самолёты               | Самолёты                     | Самолёты   | Самолёты | Самолёты |
| --------- | ---------------------- | ---------------------------- | ---------- | --- | -------- |
|           | МиГ-21МФ МиГ-21бис     | Истребитель                  | 12         | TN-519 TN-523 TN-521 TN-505 TN-507 TN-509 TN-511 TN-513 TN-515 TN-517 TN-525 TN-527 по состоянию на 2020 год — часть утилизирована, часть на хранении                                                           |          |
|           | МиГ-21УМ               | Учебно-тренировочный самолёт | 4          | TN-501 TN-503 TN-529 (списан в 1989) TN-530 по состоянию на 2020 год — часть утилизирована, часть на хранении                                                                                                   |          |
|           | Ан-26                  | Транспортный самолёт         | 6          | Некоторые утилизированы, списаны или находятся на хранении, по состоянию на 2020 год |          |
|           | Xian MA60              | Транспортный самолёт         | 1          | TN-AHL по состоянию на 2020 год нет сведений о вводе в эксплуатацию |          |
|           | Dassault Falcon 7X     | Административный самолёт     | 1          | Поставлен в 2018 году, бортовой номер TN-ELS, по состоянию на 2020 год нет сведений о вводе в эксплуатацию |          |
| Вертолёты |                        |                              |            | |          |
|           | Ми-2                   | Многоцелевой вертолёт        | 3          | TN-657 TN-658 TN-659 Все приписаны к правительственному авиаотряду, 1 на хранении, об остальных нет информации по состоянию на 2019 год.                                                                        |          |
|           | / AgustaWestland AW139 | Многоцелевой вертолёт        | 1          | TN-AIH поставлен в 2017—2018 годах, по состоянию на 2020 год нет сведений о вводе в эксплуатацию |          |
|           | Agusta A.109C          | Разведывательный вертолёт    | 1          | TN-AJK бывший N591JM с июля 2008 года в ДР Конго как TN-AJK, с сентября 2013 Республике Конго (Браззавиль) с тем же бортовым, с 28.08.2016 в аэропорту Rand Germiston, Южная Африка, с 2017 года нет информации |          |

### Техника, ранее эксплуатировавшаяся в ВВС РК
МиГ-15УТИ, МиГ-17, Douglas C-47, Aérospatiale Corvette, Max Holste Broussard, Nord Noratlas, Ил-14, Bell 47, Aérospatiale Alouette II, Sud-Aviation Alouette III, Aérospatiale SA-330C Puma, Canadair CL-44, Cessna 310, Britten-Norman BN-2 Islander, Boeing 727, Dassault Falcon 50

## Знаки различия
Знаки различия офицеров авиации
| Категории               | Генералы           | Генералы      | Генералы           | Старшие офицеры | Старшие офицеры    | Старшие офицеры | Младшие офицеры | Младшие офицеры   | Младшие офицеры   | Кадеты         |  |
| ----------------------- | ------------------ | ------------- | ------------------ | --------------- | ------------------ | --------------- | --------------- | ----------------- | ----------------- | -------------- |  |
|                         |                    |               |                    |                 |                    |                 |                 |                   |                   |                |  |
| Конголезское звание     | Lieutenant général | Major général | Général de brigade | Colonel         | Lieutenant-colonel | Major           | Capitaine       | First lieutenant  | Second lieutenant | Élève-officier |  |
| Российское соответствие | Генерал-лейтенант  | Генерал-майор | Бригадный генерал  | Полковник       | Подполковник       | Майор           | Капитан         | Старший лейтенант | Лейтенант         | Курсант        |  |
|                         |                    |               |                    |                 |                    |                 |                 |                   |                   |                |  |
| эквивалент              | OФ-8               | OФ-7          | OФ-6               | OФ-5            | OФ-4               | OФ-3            | OФ-2            | OФ-1              | OФ-1              | ОФ (D)         |  |

Знаки различия рядового состава авиации
|                         |                   |           | Нет эквивалента |                 |         |                 |         |                           |         |  |  |
| Конголезское звание     | Adjudant-chef     | Adjudant  |                 | Sergent-chef    | Sergent | Caporal-chef    | Caporal | Soldat de première classe | Soldat  |  |  |
| Российское соответствие | Старший прапорщик | Прапорщик |                 | Старший сержант | Сержант | Младший сержант |         | Ефрейтор                  | Рядовой |  |  |
|                         |                   |           |                 |                 |         |                 |         |                           |         |  |  |
| эквивалент              | OP-9              | OP-8      | OP-7            | OP-6            | OP-5    | OP-4            | OP-3    | OP-2                      | OP-1    |  |  |